# 前之山太郎
前之山太郎（1945年3月9日—2021年3月11日），原名清水和一（舊姓金島），是日本大阪府北河内郡出身的前大相撲力士，身高186cm、體重133kg。最高位置是東張出大關（1970年-1972年）。他所屬的相撲部屋是高砂部屋。他在1961年開始專業相撲生涯，在1966年到達幕內級別。
在1974年引退後成為高田川部屋的親方直到65歲規定的退休年齡為止。

## 生涯
他生於守口市，是在日朝鮮人，他於1961年3月進入高砂部屋並首次亮相。他於1965年11月晉升為十兩並於1966年9月到達幕內級別得到了關取身份。他於1968年3月在成為關脇。1969年5月，他在開幕當天擊敗了橫綱柏戶剛並繼續贏得了11場比賽，獲得了他的第一個敔鬥賞。
1970年7月他晉級為大關，但他因訓練時腳部受傷不得不缺席9月場所。他在11月以9-6的比分回歸併保持了自己的排名，但是腳傷繼續讓他感到麻煩，他在大關等級的10場比賽中都無法贏得超過9勝。在連續兩次失分之後，他於1972年3月從大關降級。他在這場比賽中第12天擊敗琴櫻傑將但被日本相撲協會批評為無氣力相撲，因為他的大關對手幾乎沒有表現出抵抗。相撲協會以這種方式公開警告力士是前所未有的。這場比賽結束後，前之山退出了比賽，他的6-7-2戰績證實了他的降級。如果他在接下來的比賽中贏得至少10場比賽，他本可以被提升回大關，但他的得分只有7-8。他繼續參加較低級別的比賽直到1974年3月，當他29歲時，他宣佈退休。

## 引退後
他在1974年退休後，以高田川名義成立部屋，培養出小結前乃森康夫和劍晃敏志。高田川曾經是高砂一門，但因欲參選日本相撲協會理事被高砂一門破門，結果無所屬(現在屬二所之關一門)。2008年12月宣布前關脇安藝乃島勝巳將成為他的繼任者。
在2021年3月11日因多重器官衰竭去世，享年76歲。